# Quebec Maritimes Junior Hockey League
Quebec Maritimes Junior Hockey League (QMJHL, francouzsky la Ligue de hockey junior majeur du Québec – LHJMQ) je jedna ze tří juniorských lig ledního hokeje, které patří do Kanadské hokejové ligy. Kvůli svému těžkopádnému názvu se lize často říká „The Q“.

## Představení
QMJHL je co do počtu týmů nejmenší ze tří kanadských juniorských lig. Týmy, které v ní působí, mají své základny v kanadských provinciích Québec, Nové Skotsko, Nový Brunšvik, Ostrov Prince Edwarda. Mistrovskou trofejí ligy je Pohár prezidenta. Mistr QMJHL se poté utká s vítězem OHL nebo WHL o Memorial Cup a proti hostitelskému týmu z CHL. QMJHL tradičně používá rychlý a ofenzivní styl hokeje. „The Q“ je známá tím, že vyprodukuje více kvalitnějších hráčů v poli a brankářů než obránců. Bývalí hráči QMJHL drží spoustu kariérních a ofenzivních rekordů Kanadské hokejové ligy.
Do hokejové síně slávy bývalých hráčů QMJHL patří Mario Lemieux, Guy Lafleur, Ray Bourque, Pat LaFontaine, Mike Bossy, Denis Savard, Michel Goulet a brankář Patrick Roy.

## Členské týmy
| Divize   | Tým                          | Město                                | Hala                                | Kapacita |
| -------- | ---------------------------- | ------------------------------------ | ----------------------------------- | -------- |
| Západní  | Blainville-Boisbriand Armada | Boisbriand, Québec                   | Centre d'Excellence Sports Rousseau | 3 269    |
| Západní  | Drummondville Voltigeurs     | Drummondville, Québec                | Centre Marcel Dionne                | 2 889    |
| Západní  | Gatineau Olympiques          | Gatineau, Québec                     | Centre Robert Guertin               | 3 196    |
| Západní  | Rouyn-Noranda Huskies        | Rouyn-Noranda, Québec                | Aréna Iamgold                       | 3 600    |
| Západní  | Sherbrooke Phoenix           | Sherbrooke, Québec                   | Palais des Sports                   | 3 718    |
| Západní  | Val-d'Or Foreurs             | Val-d'Or, Québec                     | Centre Air Creebec                  | 2 398    |
| Východní | Baie-Comeau Drakkar          | Baie-Comeau, Québec                  | Centre Henry-Leonard                | 2 779    |
| Východní | Chicoutimi Saguenéens        | Saguenay, Québec                     | Centre Georges-Vézina               | 3 759    |
| Východní | Quebec Remparts              | Québec, Québec                       | Centre Vidéotron                    | 18 259   |
| Východní | Rimouski Océanic             | Rimouski, Québec                     | Colisée de Rimouski                 | 4 415    |
| Východní | Shawinigan Cataractes        | Shawinigan, Québec                   | Centre Bionest de Shawinigan        | 4 350    |
| Východní | Victoriaville Tigres         | Victoriaville, Québec                | Colisée Desjardins                  | 2 753    |
| Námořní  | Acadie–Bathurst Titan        | Bathurst, Nový Brunšvik              | K.C. Irving Regional Centre         | 3 524    |
| Námořní  | Cape Breton Screaming Eagles | Sydney, Nové Skotsko                 | Centre 200                          | 5 010    |
| Námořní  | Charlottetown Islanders      | Charlottetown, Ostrov prince Edvarda | Eastlink Centre                     | 3 718    |
| Námořní  | Halifax Mooseheads           | Halifax, Nové Skotsko                | Scotiabank Centre                   | 10 595   |
| Námořní  | Moncton Wildcats             | Moncton, Nový Brunšvik               | Moncton Coliseum                    | 6 450    |
| Námořní  | Saint John Sea Dogs          | Saint John, Nový Brunšvik            | Harbour Station                     | 6 308    |

## Historie
Quebec Major Junior Hockey League byla založena v roce 1969 sloučením nejlepších týmů z existující Quebec Junior Hockey League a Metropolitan Montreal Junior Hockey League. Označila se za „hlavní juniorskou“ ligu. Z původních jedenácti týmů QMJHL jich osm pocházelo z QJHL, dva z MMJHL a tým Cornwall Royals (z Cornwallu v Ontariu, v blízkosti Quebecké hranice) přešel z Central Junior A Hockey League. Týmy Rosemont National a Laval Saints přestoupili z MMJHL. Osmi týmy, které přešly z QJHL, byly Drummondville Rangers, Quebec Remparts, Saint-Jerome Alouettes, Shawinigan Bruins, Sherbrooke Castors, Sorel Éperviers, Trois-Riviéres Ducs a Verdun Maple Leafs.
Většina z týmů sídlila z oblasti jen několik hodin jízdy od Montrealu. Od první sezóny 1969–70 zůstal tým z Shawiniganu jediným, který dodnes zůstává v původním městě, ačkoliv název týmu se změnil na Cataracters.
V roce 1972 QMJHL působila již tři roky a chtěla mít tým z největšího provinčního města. Hrozila soudním procesem týmu Montreal Junior Canadiens z Ontario Hockey Association, aby ho donutila přejít do ligy se sídlem v Quebecu. Během léta 1972 potrestala OHA tým Junior Habs jednoročním zákazem činnosti, zatímco majitel týmu přemístil tým a hráče do QMJHL a přejmenoval tým na Montreal Bleu Blanc Rouge. OHA pak před sezónou 1973–74 obnovila činnost suspendovanému týmu z Kingstonu v Ontariu pod novým vedením a s novými hráči. Tento tým se nazýval Kingston Canadians.
Od roku 1969 vyhrály týmy z QMJHL osmkrát Pamětní pohár. Týmy Granby Prédateurs, Hull Olympiques a Rimouski Océanic vyhrály pohár jednou, Québec Remparts dvakrát (jednou při jejich prvním působení v lize mezi lety 1969–1985 a podruhé během jejich druhého působení od roku 1997 do současnosti) a Cornwall Royals třikrát.
V roce 1994 se QMJHL začala rozšiřovat dále na východ, mimo území Quebecu. „The Q“ zaplnila prázdné místo na atlantském pobřeží Kanady poté, co odtud odešla Americká hokejová liga, která zde působila především během 80. a 90. let. Obě dvě města Východní divize Acadie-Bathurst a Lewiston jsou dřívějšími sídly týmů AHL. Týmy z atlantského pobřeží Kanady a ze státu Maine tvoří celou Východní divizi QMJHL.
V minulých sezónách sledovala QMJHL hráče z regionu atlantského pobřeží Kanady spolu s vlnou hráčů pocházejících z oblasti Nové Anglie.

### Rekordy Kanadské hokejové ligy
Zdroj: CHL record book
Toto je seznam rekordů Kanadské hokejové ligy dosažených hráči z QMJHL.
Nejvíce gólů v kariéře
1. – 309 – Mike Bossy, Laval National (1972–77)
2. – 281 – Stéphan Lebeau, Shawinigan Cataractes (1984–88)
3. – 278 – Normand Dupont, Montreal Bleu Blanc Rouge, Montreal Juniors (1973–77)
Nejvíce asistencí v kariéře
1. – 408 – Patrice Lefebvre, Shawinigan Cataractes (1984–88)
3. – 346 – Patrick Emond, Trois-Rivières Draveurs, Hull Olympiques, Chicoutimi Saguenéens (1981–86)
7. – 315 – Mario Lemieux, Laval Voisins (1981–84)
Nejvíce bodů v kariéře
1. – 595 – Patrice Lefebvre, Shawinigan Cataractes (1984–88)
3. – 580 – Stéphan Lebeau, Shawinigan Cataractes (1984–88)
4. – 575 – Patrick Emond, Trois-Rivières Draveurs, Hull Olympiques, Chicoutimi Saguenéens (1981–86)
Nejvíce gólů v jedné sezóně
1. – 133 – Mario Lemieux, Laval Voisins, 1983–84 (70 zápasů)
2. – 130 – Guy Lafleur, Québec Remparts, 1970–71 (62 zápasů)
4. – 104 – Pat LaFontaine, Verdun Juniors, 1982–83 (70 zápasů)
5. – 103 – Guy Lafleur, Québec Remparts, 1969–70 (56 zápasů)
6. – 100 – Gary MacGregor, Cornwall Royals ,1973–74 (66 zápasů)
Nejvíce asistencí v jedné sezóně
1. – 157 – Pierre Larouche, Sorel Éperviers, 1973–74(70 zápasů)
2. – 149 – Mario Lemieux, Laval Voisins, 1983–84 (70 zápasů)
3. – 136 – Patrice Lefebvre, Shawinigan Cataractes, 1987–88 (70 zápasů)
5. – 135 – Michel Deziel, Sorel Éperviers, 1973–74 (69 zápasů)
5. – 135 – Marc Fortier, Chicoutimi Saguenéens, 1986–87 (65 zápasů)
Nejvíce bodů v jedné sezóně
1. – 282 – Mario Lemieux, Laval Voisins, 1983–84 (70 zápasů)
2. – 251 – Pierre Larouche, Sorel Éperviers, 1973–74 (67 zápasů)
3. – 234 – Pat LaFontaine, Verdun Juniors, 1982–83 (70 zápasů)
4. – 227 – Michel Deziel, Sorel Éperviers, 1973–74 (69 zápasů)
5. – 216 – Réal Cloutier, Québec Remparts, 1973–74 (69 zápasů)
6. – 214 – Jacques Cossette, Sorel Éperviers, 1973–74 (68 zápasů)
8. – 209 – Guy Lafleur, Québec Remparts, 1970–71 (62 zápasů)
9. – 206 – Jacques Locas, Québec Remparts, 1973–74 (63 zápasů)
10. – 201 – Marc Fortier, Chicoutimi Saguenéens, 1986–87 (65 zápasů)
11. – 200 – Patrice Lefebvre, Shawinigan Cataractes, 1987–88 (70 zápasů)

### Časový přehled týmů
Zdroj: QMJHL team histories
Kompletní seznam historie týmů od roku 1969 převzatý ze stránky QMJHL
- 1969 – První sezóna, 2 divize. Východní: Quebec City Remparts, Shawinigan Bruins, Drummondville Rangers, Sorel Eperviers (Black Hawks), Trois-Riviéres Ducs (Dukes) a Sherbrooke Castors (Beavers). Západní: Saint-Jérome Alouettes, Cornwall Royals, Rosemont National, Verdun Maple Leafs a Laval Saints.
- 1970 – Divize zanikly, tým z Lavalu odešel
- 1971 – Do Lavalu se přestěhoval tým Rosemont National
- 1972 – Odešly týmy Saint-Jerome Alouettes a Verdun Maple Leafs. Tým Montreal Junior Canadiens z OHA se přemístil do QMJHL a stal se z něho tým Montreal Bleu Blanc Rouge.
- 1973 – Liga se rozdělila do 2 divizí. Východní: Sorel, Quebec, Shawinigan, Trois-Riviéres, Chicoutimi; Západní: Cornwall, Montreal, Sherbrooke, Laval, Drummondville, Hull. Týmům Chicoutimi Saguenéens a Hull Festivals byly přiděleny licence. Z týmu Shawinigan Bruins se stal tým Shawinigan Dynamos.
- 1974 – Drummondville Rangers odešli, z týmu Trois-Riviéres Ducs se stal tým Trois-Riviéres Draveurs (Lumberjacks).
- 1975 – Z týmu Montreal Bleu Blanc Rouge se stal tým Montreal Juniors.
- 1976 – Z týmu Hull Festivals se stal tým Hull Olympiques. Byly přejmenovány divize: z Východní se stala Diliova, ze Západní Lebelova.
- 1977 – Tým Sorel Eperviers (Black Hawks) přesídlil do Verdunu. Sherbrooke se přemístil do Diliovy divize, zatímco Verdun hrál v Lebelově.
- 1978 – Tým Shawinigan Dynamos se přejmenoval na Shawinigan Cataractes.
- 1979 – Verdun Eperviers (Black Hawks) se přejmenovali na Sorel/Verdun Eperviers. Laval National se přejmenovali na Laval Voisins (Neighbours).
- 1980 – Tým Sorel/Verdun Eperviers se přejmenoval na Sorel Eperviers.
- 1981 – Divize přestaly existovat, tým Cornwall se přesunul do OHL, Sorel Eperviers se přestěhovali do Granby a stali se z nich Bizoni.
- 1982 – Lebelova a Diliova se opět dostaly na scénu. Shawinigan, Chicoutimi, Trois-Riviéres, Quebec a Drummondville hrály v Diliově divizi, zatímco Laval, Verdun, Longueuil, Saint-Jean, Hull a Grandby hrály v Lebelově divizi. Sherbrooke Castors přesídlili do Saint-Jeanu. Montreal Juniors přesídlily do Verdunu. Drummondville Voltigeurs (Infantrymen) získali licenci, Longueuil Chevaliers (Cavaliers) získali licenci.
- 1984 – Plattsburgh Pioneers získali licenci, ale odešli tři měsíce poté po odehrání 17 zápasů. Hráli v Lebelově divizi, Granby se přestěhovalo do Diliovy divize. Z týmu Verdun Juniors se stal tým Verdun Junior Canadiens.
- 1985 – Quebec Remparts odešli. Z týmu Laval Voisins se stal tým Laval Titan.
- 1987 – Longueuil Chevaliers se přestěhovali do Victoriaville a přejmenovali se na Tigers. Hráli v Diliově divizi. Granby bylo přemístěno do Lebelovy divize.
- 1988 – Divize přestaly existovat, Longueuil Collége-Francais získali práva převzít licenci od Quebec Remparts.
- 1989 – Verdun Junior Canadiens se přestěhovali do Saint-Hyacinthe a přejmenovali se na Laser. Tým Saint-Jean Castors se přejmenoval na St. Jean Lynx.
- 1990 – Lebelova a Diliova divize byly nyní tvořeny těmito týmy: Chicoutimi, Trois-Riviéres, Drummondville, Shawinigan, Beauport a Victoriaville hrály v Diliově divizi; Longueuil, Hull, Laval, Saint Hyacinthe, Granby a Saint-Jean hrály v Lebelově divizi. Beauport Harfangs (Snow Owls) získali licenci.
- 1991 – Tým Longueuil Collége-Francais se přestěhoval do Verdunu.
- 1992 – Trois-Riviéres Draveurs se přestěhovali do Sherbrooke a stali se z nich Faucons (Falcons).
- 1993 – Val-d'Or Foreurs (Miners) získali licenci, hráli v Lebelově divizi.
- 1994 – Verdun Collége-Francais odešli. Halifax získal rozvíjející se tým, Mooseheads. Halifax hrál v Diliově divizi. Z týmu Laval Titan se stal tým Laval Titan Collége-Francais.
- 1995 – Saint-Jean Lynx se přestěhoval do Rimouski a přejmenoval na Océanic. Moncton Alpines získali licenci. Jak Rimouski, tak Moncton hráli v Diliově divizi. Drummondville a Sherbrooke se přemístili do Lebelovy divize. Z týmu Granby Bisons se stal tým Granby Prédateurs.
- 1996 – Saint-Hyacinthe Laser se přemístil do Rouyn-Noranda a přejmenoval na Huskies. Moncton Alpines se přejmenoval na Moncton Wildcats.
- 1997 – Granby Prédateurs se přestěhovali do Cape Breton a přejmenovali na Screaming Eagles. Hráli v Diliově divizi. Shawinigan se přemístil do Lebelovy divize. Beauport Harfangs se přestěhovali do Quebec City a stali se z nich Quebec Remparts.
- 1998 – Baie-Comeau získal rozvíjející se tým nazývaný Drakkar (vikinská loď) a hrál v Diliově divizi. Laval Titan Collége-Francais se přestěhovali do Acadie-Bathurst a hráli v Diliově divizi.
- 1999 – Z Lebelovy divize se stala Lebelova konference a rozdělila se na Západní divizi (Hull, Rouyn-Noranda, Montreal, Val-d'Or) a Centrální divizi (Shawinigan, Drummondville, Sherbrook, Victoriaville). Z Diliovy divize se stala Diliova konference a rozdělila se na Východní divizi (Rimouski, Quebec City, Baie-Comeau, Chicoutimi) a Maritimskou divizi (Moncton, Halifax, Cape Breton, Acadie-Brathurst). Montreal Rocket získali licenci.
- 2003 – QMJHL přešla na formát tří divizí: Atlantické (Cape Breton, Moncton, Ostrov prince Edwarda, Halifax, Acadie-Brathurst); Východní (Rimouski, Chicoutimi, Lewiston, Quebec, Baie-Comeau); a Západní (Gatineau, Shawinigan, Rouyn-Noranda, Val-d'Or, Drummondville, Victoriaville). Sherbrook Castors se přestěhovali do Maine a stali se z nich Lewiston MAINEiacs, Montreal Rocket se přestěhovali do Chartolletownu a přijali jméno Ostrov prince Edwarda, z týmu Hull Olympiques se stal tým Gatineau Olympiques.
- 2004 – QMJHL oznámila plány rozšířit se z 16 na 18 týmů s účinností od sezóny 2005–06. St. John’s z Newfoundlandu a Labradoru a Saint John z New Brunswicku získali licenci, St. John’s Fog Devils, respektive Saint John Sea Dogs.
- 2005 – S účinností od sezóny 2005–06 se vrátila liga k dvoudiviznímu formátu. Východní divize se skládala ze všech týmů ligy sídlících mimo Quebec a Západní divize zahrnovala všechny týmy z Quebecu.
- 2006 – Západní divize se přejmenovala na Telusovu divizi, pod sponzorskou smlouvou s firmou Telus.
- 2008 – St. John’s Fog Devils se přestěhovali do Verdunu v Quebecu a stal se z nich Montreal Junior Hockey Club.

## Vítězové Memorial cupu
Zdroj: 
Od založení ligy v roce 1969 získali týmy QMJHL v historii třináctkrát Memorial Cup:
- 2019 – Rouyn-Noranda Huskies
- 2018 – Acadie–Bathurst Titan
- 2013 – Halifax Mooseheads
- 2012 – Shawinigan Cataractes
- 2011 – Saint John Sea Dogs
- 2006 – Québec Remparts
- 2000 – Rimouski Océanic
- 1997 – Hull Olympiques
- 1996 – Granby Prédateurs
- 1981 – Cornwall Royals
- 1980 – Cornwall Royals
- 1972 – Cornwall Royals
- 1971 – Québec Remparts

## Trofeje a ceny
Zdroj: QMJHL Trophies
Kompletní seznam trofejí od roku 1969
- První sezóna, ve které byla cena udělena, je uvedena vždy v závorce

Tým
- Presidentův pohár – Vítěz play-off (poprvé v sezóně 1969–70)
- Jean Rougeau Trophy – Vítěz základní části (1969–70)
- Luc Robitaille Trophy – Tým z nejvíce nastřílenými góly (2001–02)
- Robert Lebel Trophy – Tým z nejnižším průměrem inkasovaných gólů (1977–78)

Hráč
- Michel Brière Memorial Trophy – Nejužitečnější hráč (1972–73)
- Jean Béliveau Trophy – Nejlepší střelec (1969–70)
- Guy Lafleur Trophy – Nejužitečnější hráč play-off (1977–78)
- Telus Cup – Offensive – Ofenzivní hráč sezóny (1989–90)
- Telus Cup – Defensive – Defenzivní hráč sezóny (1989–90)
- Jacques Plante Memorial Trophy – Nejlepší průměr gólů (1969–70)
- Guy Carbonneau Trophy – Nejlepší bránící útočník (2004–05)
- Emile Bouchard Trophy – Obránce roku (1975–76)
- Kevin Lowe Trophy – Nejlepší defenzivní obránce (2004–05)
- Michael Bossy Trophy – Nejlepší profesionál (1980–81)
- RDS Cup – Nováček roku (1991–92)
- Michel Bergeron Trophy – Ofenzivní nováček roku (1969–70)
- Raymond Lagacé Trophy – Defenzivní nováček roku (1980–81)
- Frank J. Selke Memorial Trophy – Nejférovější hráč (1969–70)
- QMJHL Humanitarian of the Year – Také známo jako „Wittnauer Plaque“ (1992–93)
- Marcel Robert Trophy – Nejlepší učící se hráč (1980–81)
- Paul Dumont Trophy – Osobnost roku (1989–90)

Realizační tým
- Ron Lapointe Trophy – Trenér roku (1992–93)
- Maurice Filion Trophy – Generální manažer roku (2005–06)
- John Horman Trophy – Člen realizačního týmu roku (1989–90)
- Jean Sawyer Trophy – Marketingový ředitel roku (1990–91)

Zaniklé trofeje
- AutoPro Plaque – Nejvíce plus/minus bodů (1989–90 do 2001–02)
- Philips Plaque – Nejlepší průměr na vhazování (1997–98 do 2001–02)